# Квезал
Квезал (Pharomachrus) — рід кілегрудих птахів родини трогонових (Trogonidae) монотипового ряду трогоноподібних (Trogoniformes).

## Поширення
Представники роду поширені в Центральній і Південній Америці. Мешкають у тропічних лісах.

## Види
Виділяють п'ять видів:
- Квезал чубатолобий (Pharomachrus antisianus)
- Квезал андійський (Pharomachrus auriceps)
- Квезал венесуельський (Pharomachrus fulgidus)
- Квезал довгохвостий (Pharomachrus mocinno)
- Квезал червонодзьобий (Pharomachrus pavoninus)